# 眉考阿延

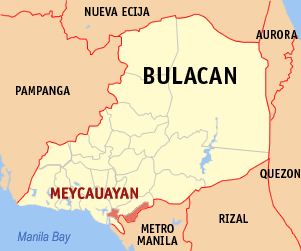
布拉干省的地圖，示眉考阿延市所在地

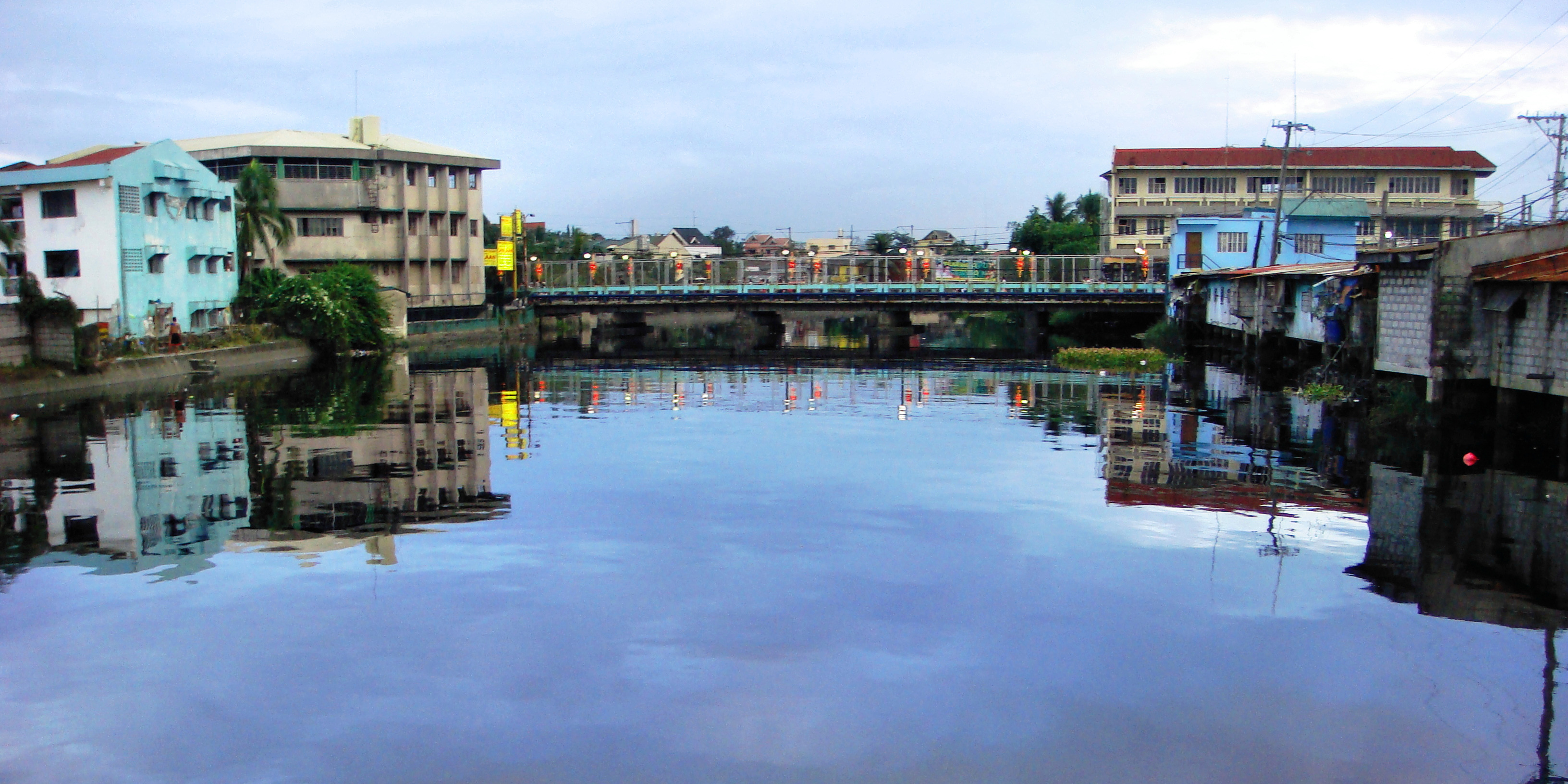

眉考阿延（他加祿語：Meycauayan，咱儂話：迷加瓦淵），是菲律賓布拉干省的一座城市。面積32.10平方公里。根據2015年人口普查結果，眉考阿延擁有209,083名居民。現下轄26個描籠涯。